# Ivan Wernisch
Ivan Wernisch (ur. 18 czerwca 1942 w Pradze) – czeski poeta, redaktor i artysta tworzący kolaże. 

## Życiorys
Urodził się 18 czerwca 1942 w Pradze, w rodzinie niemieckiego urzędnika. Po zdaniu matury w szkole ceramicznej w Karlowych Warach (1959), krótko pracował jako artysta ceramik, po czym trudnił się szeregiem różnych zadań, od pracy fizycznej po funkcję nocnego stróża na praskim parkingu, czy w Lorecie (od 1981). W 1962 ożenił się z artystką Heleną Wernischovą; para rozwiodła się w 1973. W 1990 został redaktorem magazynu „Literární noviny”, od 1999 pracował w praskim antykwariacie. W 1990–1991 był przewodniczącym Stowarzyszenia Pisarzy, w 1994 zdobył stypendium literackie na roczny pobyt studyjny w Berlinie. Od 1998 redagował serię wydawniczą współczesnej poezji czeskiej.
Jego pierwszy wiersz ukazał się w 1958, a w 1961 jego debiutancki tomik utrzymany w poetyce Jiřego Wolkera, Kam letí nebe. Jednak od kolejnego tomiku, Těšení (1963), jego twórczość nabrała elementów groteski i sennych wizji. Szybko umocnił się na pozycji jednego z najważniejszych poetów swojego pokolenia. Od 1968 do czasu aksamitnej rewolucji stał się poetą zakazanym, mógł więc publikować jedynie na emigracji, lub w wydawnictwach podziemnych. W latach siedemdziesiątych i osiemdziesiątych przygotował wiele audycji radiowych z własnymi przekładami dzieł sławnych poetów z całego świata (w których często dawał wyraz swojemu upodobaniu do mistyfikacji, posługując się wielokrotnie utworami własnymi). W 1981–85, wraz z Václavem Vokolkiem, redagował samizdatowy przegląd literacki „Almanach”. Niektóre wiersze Wernischa zostały wykorzystane w utworach muzycznych opozycyjnego zespołu The Plastic People of the Universe. Wernisch tworzy także kolaże, którymi np. ilustrował publikacje Martina Reinera.
W 2002 został odznaczony Medalem Za Zasługi I stopnia, a w 2012 Nagrodą Państwową za całokształt. W 2018 otrzymał Nagrodę Franza Kafki, rok później został wyróżniony nagrodą Magnesia Litera w kategorii poezja. Jego książki były tłumaczone na niemiecki, włoski, ukraiński, bośniacki oraz angielski. Na polski tłumaczyli jego twórczość Leszek Engelking (wybory i antologie), Zbigniew Machej (w „Literaturze na Świecie” i „Dekadzie Literackiej”) i Franciszek Nastulczyk.

## Twórczość

### Publikacje
- Kam letí nebe (1961)
- Těšení (1963)
- Zimohrádek (1965)
- Dutý břeh (1967)
- Loutky (1970)
- Zasuté zahrady. 1971–1982  (1984), wybór, Londyn
- Střelnice (1987), dla dzieci
- Žil, nebyl. Verše z let 1970–1984 (1988), wybór, Monachium, red. Jiří Gruša
- Včerejší den. 1957–1987 (1989), wybór
- Frc (překlady, překrady) (1991)
- Ó kdežpak (1991)
- Doupě latinářů. Sežrané spisy (Die ausgewühlten Schriften) (1992)
- Zlatomodrý konec stařičkého léta (1994)
- Pekařova noční nůše (1994)
- Jen tak (1996)
- Proslýchá se (1996)
- Nesetkání (1996)
- Cesta do Ašchabadu neboli Pumpke a dalajlámové (1997; wydanie poprawione: 2000)
- Z letošního konce světa (heteronim Václav Rozehnal) (2000; wydanie pierwsze samizdatowe: 1982)
- Lásku já nestojím (2001), wybór
- Bez kufru se tak pěkně skáče po stromech neboli Nún (2001)
- Půjdeme do Mů. Výbor básní z let 1965–1997 (2002)
- Blbecká poezie (2002), wybór
- Růžovejch květů sladká vůně. Virtuos na prdel (2002)
- Hlava na stole (2005; wydanie rozszerzone: 2008)
- Býkárna (współautorzy: Michal Šanda i Milan Ohnisko) (2006)
- Kominické lodě (2009)
- Nikam (2010)
- S brokovnicí pod kabátem (2014)
- Pernambuco (2018)
- Don Čičo má v klopě orchidej (2020)

Źródło.

### Polskie wydania
- Ivan Wernisch: Cmentarz objazdowy. Leszek Engelking (tłum.). Kraków: Miniatura, 1991. OCLC 830126645. Brak numerów stron w książce
- Ivan Wernisch: Pchli teatrzyk. T. 1. Leszek Engelking (tłum.). Łódź: Fundacja Anima "Tygiel Kultury", 2003. ISBN 83-88552-18-X. Brak numerów stron w książce
- Ivan Wernisch: Pchli teatrzyk. T. 2. Leszek Engelking (tłum.). Łódź: Fundacja Anima "Tygiel Kultury", 2008. ISBN 978-83-88552-48-9. Brak numerów stron w książce
- Maść przeciw poezji. Przekłady z poezji czeskiej. Leszek Engelking (tłum.). Wrocław: Biuro Literackie, 2008. ISBN 978-83-60602-69-0. Brak numerów stron w książce (antologia czeskiej poezji)
- Ivan Wernisch: Pernambuco. Leszek Engelking (tłum.). Biuro Literackie, 2021. ISBN 978-83-66487-34-5. Brak numerów stron w książce